# Billboard Music Awards de 2022
O Billboard Music Awards de 2022 foi realizado em 15 de maio de 2022, no MGM Grand Garden Arena, em Las Vegas, Nevada, nos Estados Unidos. Apresentado por Sean "Diddy" Combs, a cerimônia foi ao ar ao vivo na NBC e também estava disponível para streaming no Peacock.
As indicações em 62 categorias—para lançamentos durante o período de 10 de abril de 2021 a 26 de março de 2022—foram anunciadas online pelo Twitter em 8 de abril de 2022. the Weeknd recebeu o maior número de indicações de qualquer artista, com 17. Doja Cat foi a artista feminino com mais indicações, com 14. BTS foi o grupo mais indicado e mais premiado do show, ganhando três de suas sete indicações, incluindo seu terceiro prêmio Melhor Dupla/Grupo, e empatado com One Direction pelo maior número de vitórias nessa categoria. Olivia Rodrigo ganhou sete prêmios, incluindo Artista Revelação, e foi a artista mais premiada da noite. Drake ampliou ainda mais seu recorde como o artista mais premiado da história do BBMA, ganhando cinco prêmios, incluindo Melhor Artista–ele ganhou 34 prêmios no total. Justin Bieber ganhou seu segundo prêmio de Melhor Canção da Hot 100, tornando-se o primeiro artista a fazê-lo desde o início da categoria. Mary J. Blige recebeu o Billboard Icon Award.

## Antecedentes
As indicações foram anunciadas em 8 de abril de 2022, via Twitter, e selecionadas a partir de lançamentos durante o período de elegibilidade de 26 de março de 2021 a 10 de abril de 2022, que correspondia às datas das paradas da Billboard de 10 de abril de 2021 a 26 de março de 2022. Cinco novas categorias foram incluídas: Melhor Artista da Billboard Global 200, Melhor Artista da Billboard Global Excl. U.S., Melhor Canção da Billboard Global 200, Melhor Canção da Billboard Global Excl. U.S. e Melhor Canção Viral, elevando o total da cerimônia para 62 categorias. As categorias globais são baseadas na Billboard Global 200 e Billboard Global Excl. U.S. e foram lançadas em 2020, enquanto a categoria Melhor Canção Viral foi criada para homenagear canções que se tornaram viral nas plataformas de redes sociais, como o TikTok. Nenhuma categoria votada pelos fãs foi anunciada. Sean "Diddy" Combs foi anunciado como apresentador da cerimônia (e produtor executivo ao lado de Robert Deaton) em 22 de abril.
Os prêmios foram precedidos pelo Billboard MusicCon, um evento musical de 2 dias patrocinado por Smirnoff e realizado nos dias 13 e 14 de maio na Area15 em Las Vegas. Os participantes eram artistas e executivos, e incluíam gerentes da indústria como Dina Sahim (Swedish House Mafia, French Montana), Alex DePersia (Pharrell Williams, Gracie Abrams) e Nelly Ortiz (DJ Khaled). Entre os artistas internacionais convidados estão Anitta, Burna Boy, o cantor ucraniano Max Barskih e Rauw Alejandro. Anitta, Shenseea, Ty Dolla Sign, Latto e Machine Gun Kelly se apresentaram no evento.

## Apresentações
| Artista(s)                | Canção(ões) | Apresentado(s) por |
| ------------------------- | --- | ------------------ |
| Diddy                     | Medley: "Gotta Move On" (com part. de Bryson Tiller) "First Class" (com part. de Jack Harlow) "Mo Money Mo Problems" (com part. de Teyana Taylor) | —                  |
| Silk Sonic                | "Love's Train" | —                  |
| Rauw Alejandro            | Medley: "Cúrame" "Museo" "Todo de Ti" | Frank              |
| Florence and the Machine  | "My Love" | Fat Joe            |
| Elle King Miranda Lambert | "Drunk (And I Don't Wanna Go Home)" | Diddy              |
| Latto                     | "Big Energy" | Diddy              |
| Morgan Wallen             | "Don't Think Jesus" "Wasted on You" | —                  |
| Megan Thee Stallion       | "Plan B" "Sweetest Pie" | —                  |
| Dan + Shay                | "You" | —                  |
| Travis Scott              | "Mafia" "Lost Forever" | French Montana     |
| Machine Gun Kelly         | "Twin Flame" | Diddy              |
| Ed Sheeran                | "2step" | Diddy              |
| Becky G                   | "Bailé Con Mi Ex" "Mamiii" | Chloe Bailey       |
| Maxwell                   | "The Lady in My Life" | —                  |
| Jozzy                     | "Replay" | Diddy              |
| Burna Boy                 | "Last Last" "Kilometre" | Giveon             |

Notas
1. ↑  A filha de Taylor, Junie, se juntou a eles durante a apresentação.
2. ↑  Mordomo de Diddy.
3. ↑  Pré-gravado nos dias 12 e 13 de maio, no Boucher Road Playing Fields, em Belfast, Irlanda do Norte
4. ↑  Tributo ao 40º aniversário do álbum Thriller (1982), de Michael Jackson.

## Vencedores e indicados
Os vencedores aparecem primeiro e destacados em negrito.
| Melhor Artista | Artista Revelação | Melhor Cantor |
| --- | --- | --- |
| - Drake - Doja Cat - Olivia Rodrigo - Taylor Swift - the Weeknd | - Olivia Rodrigo - Giveon - The Kid Laroi - Masked Wolf - Pooh Shiesty | - Drake - Justin Bieber - Lil Nas X - Ed Sheeran - the Weeknd |
| Melhor Cantora | Melhor Dupla/Grupo | Melhor Artista da Billboard 200 |
| - Olivia Rodrigo - Adele - Doja Cat - Dua Lipa - Taylor Swift | - BTS - Glass Animals - Imagine Dragons - Migos - Silk Sonic (Bruno Mars, Anderson .Paak) | - Taylor Swift - Adele - Drake - Juice Wrld - Morgan Wallen |
| Melhor Artista da Hot 100 | Melhor Artista de Streaming | Artista com Mais Canções Vendidas |
| - Olivia Rodrigo - Justin Bieber - Doja Cat - Drake - the Weeknd | - Olivia Rodrigo - Doja Cat - Drake - Lil Nas X - the Weeknd | - BTS - Adele - Walker Hayes - Dua Lipa - Ed Sheeran |
| Melhor Artista das Rádios | Melhor Artista da Billboard Global 200 | Melhor Artista da Billboard Global Excl. U.S. |
| - Olivia Rodrigo - Justin Bieber - Doja Cat - Ed Sheeran - the Weeknd | - Olivia Rodrigo - Doja Cat - Ed Sheeran - Justin Bieber - the Weeknd | - Ed Sheeran - BTS - Dua Lipa - Olivia Rodrigo - the Weeknd |
| Melhor Turnê | Melhor Artista de R&B (apresentado por City Girls) | Melhor Cantor de R&B |
| - The Rolling Stones (No Filter Tour) - The Eagles (Hotel California Tour) - Genesis (The Last Domino? Tour) - Green Day, Fall Out Boy e Weezer (The Hella Mega Tour) - Harry Styles (Love On Tour)                                                                  | - Doja Cat - Giveon - Silk Sonic - Summer Walker - the Weeknd | - the Weeknd - Giveon - Khalid |
| Melhor Cantora de R&B | Melhor Turnê de R&B | Melhor Artista de Rap |
| - Doja Cat - SZA - Summer Walker | - Bruno Mars (Bruno Mars at Park MGM) - Omarion e Bow Wow (The Millennium Tour 2021) - Usher (The Vegas Residency) | - Drake - Juice Wrld - Lil Baby - Moneybagg Yo - Polo G |
| Melhor Cantor de Rap | Melhor Cantora de Rap (apresentado por Lainey Wilson) | Melhor Turnê de Rap |
| - Drake - Juice Wrld - Polo G | - Megan Thee Stallion - Cardi B - Latto | - Omarion e Bow Wow (The Millennium Tour 2021) - J. Cole (The Off-Season Tour) - Lil Baby (The Back Outside Tour) |
| Melhor Artista de Country | Melhor Cantor de Country (apresentado por Pusha T) | Melhor Cantora de Country |
| - Taylor Swift - Luke Combs - Walker Hayes - Chris Stapleton - Morgan Wallen | - Morgan Wallen - Luke Combs - Chris Stapleton | - Taylor Swift - Miranda Lambert - Carrie Underwood |
| Melhor Dupla/Grupo de Country (apresentado por Michael Bublé e Anitta) | Melhor Turnê de Country | Melhor Artista de Rock (apresentado por Heidi Klum e DJ Khaled) |
| - Dan + Shay - Florida Georgia Line - Zac Brown Band | - Eric Church (Gather Again Tour) - Luke Bryan (Proud to Be Right Here Tour) - Chris Stapleton (All-American Road Show Tour) | - Glass Animals - Imagine Dragons - Machine Gun Kelly - Måneskin - Twenty One Pilots |
| Melhor Turnê de Rock | Melhor Artista Latino | Melhor Cantor Latino |
| - The Rolling Stones (No Filter Tour) - Genesis (The Last Domino? Tour) - Green Day, Fall Out Boy, e Weezer (The Hella Mega Tour) | - Bad Bunny - Rauw Alejandro - Farruko - Kali Uchis - Karol G | - Bad Bunny - Rauw Alejandro - Farruko |
| Melhor Cantora Latina | Melhor Dupla/Grupo Latino | Melhor Turnê Latina |
| - Kali Uchis - Karol G - Rosalía | - Eslabon Armado - Calibre 50 - Grupo Firme | - Los Bukis (Una Historia Cantada Tour) - Bad Bunny (El Último Tour Del Mundo) - Enrique Iglesias e Ricky Martin (Enrique Iglesias and Ricky Martin Live in Concert)                                                                                 |
| Melhor Artista de Dance/Eletrônica | Melhor Artista Cristão | Melhor Artista Gospel |
| - Lady Gaga - David Guetta - Calvin Harris - Marshmello - Tiësto | - Ye - Lauren Daigle - Elevation Worship - For King & Country - Carrie Underwood | - Ye - Elevation Worship - Kirk Franklin - Maverick City Music - CeCe Winans |
| Melhor Álbum da Billboard 200 | Melhor Trilha Sonora | Melhor Álbum de R&B (apresentado por Dixie D'Amelio e Dove Cameron) |
| - Olivia Rodrigo – Sour - Adele – 30 - Doja Cat – Planet Her - Drake – Certified Lover Boy - Morgan Wallen – Dangerous: The Double Album | - Encanto - Arcane League of Legends - In The Heights - Sing 2 - Tick, Tick…BOOM! | - Doja Cat – Planet Her - Giveon – When It's All Said and Done…Take Time - Silk Sonic – An Evening with Silk Sonic - Summer Walker – Still Over It - the Weeknd – Dawn FM                                                                            |
| Melhor Álbum de Rap | Melhor Álbum de Country | Melhor Álbum de Rock |
| - Drake – Certified Lover Boy - The Kid Laroi – F*ck Love - Moneybagg Yo – A Gangsta's Pain - Rod Wave – SoulFly - Ye – Donda | - Taylor Swift – Red (Taylor's Version) - Lee Brice – Hey World - Florida Georgia Line – Life Rolls On - Walker Hayes – Country Stuff: The Album - Taylor Swift – Fearless (Taylor's Version)                                   | - Twenty One Pilots – Scaled and Icy - AJR – OK Orchestra - Coldplay – Music of the Spheres - Imagine Dragons – Mercury – Act 1 - John Mayer – Sob Rock                                                                                              |
| Melhor Álbum Latino | Melhor Álbum de Dance/Eletrônica (apresentado por Liza Koshy) | Melhor Álbum Cristão |
| - Karol G – KG0516 - Rauw Alejandro – Vice Versa - Eslabon Armado – Corta Venas - J Balvin – Jose - Kali Uchis – Sin Miedo (del Amor y Otros Demonios) | - Illenium – Fallen Embers - C418 – Minecraft – Volume Alpha - FKA Twigs – Caprisongs - Porter Robinson – Nurture - Rüfüs Du Sol – Surrender                                                                                    | - Ye – Donda - Elevation Worship e Maverick City Music – Old Church Basement - Carrie Underwood – My Savior - Phil Wickham – Hymn of Heaven - CeCe Winans – Believe for It                                                                           |
| Melhor Álbum Gospel | Melhor Canção da Hot 100 | Melhor Canção de Streaming |
| - Ye – Donda - Elevation Worship e Maverick City Music – Old Church Basement - Maverick City Music – Jubilee: Juneteenth Edition - Maverick City Music e Upperroom – Move Your Heart - CeCe Winans – Believe for It                                                  | - The Kid Laroi e Justin Bieber – "Stay" - Doja Cat com part. de SZA – "Kiss Me More" - Dua Lipa – "Levitating" - Olivia Rodrigo – "Good 4 U" - the Weeknd e Ariana Grande – "Save Your Tears"                                  | - The Kid Laroi e Justin Bieber – "Stay" - Glass Animals – "Heat Waves" - Dua Lipa – "Levitating" - Olivia Rodrigo – "Good 4 U" - the Weeknd e Ariana Grande – "Save Your Tears"                                                                     |
| Canção Mais Vendida | Melhor Canção das Rádios | Melhor Colaboração |
| - BTS – "Butter" - BTS – "Permission to Dance" - Walker Hayes – "Fancy Like" - Dua Lipa – "Levitating" - Ed Sheeran – "Bad Habits" | - Dua Lipa – "Levitating" - The Kid Laroi e Justin Bieber – "Stay" - Olivia Rodrigo – "Good 4 U" - Ed Sheeran – "Bad Habits" - the Weeknd e Ariana Grande – "Save Your Tears"                                                   | - The Kid Laroi e Justin Bieber – "Stay" - Justin Bieber com part. de Daniel Caesar and Giveon – "Peaches" - Doja Cat com part. de SZA – "Kiss Me More" - Lil Nas X e Jack Harlow – "Industry Baby" - the Weeknd e Ariana Grande – "Save Your Tears" |
| Melhor Canção da Billboard Global 200 | Melhor Canção da Billboard Global 200 Excl. U.S. | Melhor Canção Viral |
| - The Kid Laroi e Justin Bieber – "Stay" - Dua Lipa – "Levitating" - Olivia Rodrigo – "Good 4 U" - Ed Sheeran – "Bad Habits" - the Weeknd e Ariana Grande – "Save Your Tears"                                                                                        | - The Kid Laroi e Justin Bieber – "Stay" - BTS – "Butter" - Lil Nas X – "Montero (Call Me by Your Name)" - Ed Sheeran – "Bad Habits" - the Weeknd e Ariana Grande – "Save Your Tears"                                           | - Doja Cat com part. de SZA – "Kiss Me More" - Gayle – "ABCDEFU" - Glass Animals – "Heat Waves" - Walker Hayes – "Fancy Like" - Masked Wolf – "Astronaut in the Ocean"                                                                               |
| Melhor Canção de R&B | Melhor Canção de Rap | Melhor Canção de Country |
| - Silk Sonic (Bruno Mars, Anderson .Paak) – "Leave the Door Open" - Justin Bieber com part. de Daniel Caesar and Giveon – "Peaches" - Doja Cat e the Weeknd – "You Right" - Giveon – "Heartbreak Anniversary" - WizKid com part. de Justin Bieber e Tems – "Essence" | - Lil Nas X e Jack Harlow – "Industry Baby" - Drake com part. de 21 Savage and Project Pat – "Knife Talk" - Drake com part. de Future e Young Thug – "Way 2 Sexy" - Masked Wolf – "Astronaut in the Ocean" - Polo G – "Rapstar" | - Walker Hayes – "Fancy Like" - Jason Aldean e Carrie Underwood – "If I Didn't Love You" - Luke Combs – "Forever After All" - Jordan Davis com part. de Luke Bryan – "Buy Dirt" - Chris Stapleton – "You Should Probably Leave"                      |
| Melhor Canção de Rock | Melhor Canção Latina | Melhor Canção de Dance/Eletrônica |
| - Måneskin – "Beggin'" - Coldplay e BTS – "My Universe" - Imagine Dragons – "Follow You" - Elle King e Miranda Lambert – "Drunk (And I Don't Wanna Go Home)" - The Anxiety (Willow e Tyler Cole) – "Meet Me at Our Spot"                                             | - Kali Uchis – "Telepatía" - Rauw Alejandro – "Todo de Ti" - Aventura e Bad Bunny – "Volví" - Bad Bunny – "Yonaguni" - Farruko – "Pepas"                                                                                        | - Elton John e Dua Lipa – "Cold Heart (Pnau remix)" - Farruko – "Pepas" - Regard, Troye Sivan, e Tate McRae – "You" - Travis Scott e HVME – "Goosebumps" - Tiësto – "The Business"                                                                   |
| Melhor Canção Cristã | Melhor Canção Gospel | Prêmio Ícone (apresentado por Janet Jackson) |
| - Ye – "Hurricane" - Anne Wilson – "My Jesus" - Ye – "Moon" - Ye – "Off The Grid" - Ye – "Praise God" | - Ye – "Hurricane" - Elevation Worship e Maverick City Music com part. de Chandler Moore e Naomi Raine – "Jireh" - Ye – "Moon" - Ye – "Off the Grid" - Ye – "Praise God"                                                        | Mary J. Blige |
| Prêmio Change Maker (apresentado por Teyana Taylor) | Prêmio Revolt Black Excellence (apresentado por Diddy) | Prêmio Pepsi Mic Drop (apresentado por Shenseea) |
| Mari Copeny | Tamika Mallory | Glass Animals |